# Kaş
Kaş (in italiano: Antifilo o Antifello, entrambi desueti) è una città della Turchia, capoluogo dell'omonimo distretto della provincia di Adalia.

## Geografia
La città è situata tra le pendici dei monti Akdağlar (3080 m s.l.m.) e la costa e si trova circa 180 km a sudovest di Adalia.
A sud di Kaş, a circa due km di distanza, sorge l'isola greca di Castelrosso, la più orientale delle isole abitate della Grecia, poco più ad oriente si trova l'isola disabitata di Strongili, anch'essa greca, mentre di fronte alla costa vi sono altre isole come Kekova (Caravola) e la piccola Iç Ada (Alimentaria), entrambe turche.

## Storia
Kaş fu fondata dai Lici, ed il suo nome in Licio era Habesos o Habesa. La città faceva parte della Lega Licia, e la sua importanza durante questo periodo è confermata dalla presenza di una delle più ricche necropoli licie.
Gli antichi Greci le dettero il nome di Antiphéllos o Antíphilos, in quanto porto della città di Phellos, che si trovava nell'entroterra.
Durante il periodo romano, Antifello divenne famosa per l'esportazione delle spugne e del legname da costruzione proveniente dai boschi dell'Anatolia. Plinio il Vecchio si riferisce alla città nel quinto libro della sua Naturalis historia. Dopo il 395 essa divenne parte dell'Impero Romano d'Oriente.
Durante l'Alto Medioevo Antifello - a quel tempo sotto dominio bizantino - divenne sede vescovile.
La città soffrì a causa delle incursioni arabe, quindi fu annessa (con il nome di Andifli) al sultanato anatolico di Rūm, dominato dai Selgiuchidi. Dopo la fine dello stato selgiuchide, cadde in mano agli Ottomani.
Nel 1923, a causa dello scambio di popolazioni tra Grecia e Turchia dopo la guerra greco-turca, la maggioranza della popolazione, che era greca e di cultura greco-ortodossa, abbandonò la città per la Grecia.

## Economia
L'economia è basata sulla pesca e, soprattutto, sul turismo. I dintorni - soprattutto la costa orientale, con l'isola di Kekova ed il villaggio di Kaleköy, entrambi raggiungibili solo via mare - sono di selvaggia bellezza.